# Karel Senecký
Karel Senecký (Praga, 17 marzo 1919 – Praga, 28 aprile 1979) è stato un calciatore cecoslovacco, di ruolo attaccante.

## Statistiche

### Cronologia presenze e reti in nazionale
| Cronologia completa delle presenze e delle reti in nazionale ― Cecoslovacchia | Cronologia completa delle presenze e delle reti in nazionale ― Cecoslovacchia | Cronologia completa delle presenze e delle reti in nazionale ― Cecoslovacchia | Cronologia completa delle presenze e delle reti in nazionale ― Cecoslovacchia | Cronologia completa delle presenze e delle reti in nazionale ― Cecoslovacchia | Cronologia completa delle presenze e delle reti in nazionale ― Cecoslovacchia | Cronologia completa delle presenze e delle reti in nazionale ― Cecoslovacchia | Cronologia completa delle presenze e delle reti in nazionale ― Cecoslovacchia |
| Data                                                                          | Città                                                                         | In casa                                                                       | Risultato                                                                     | Ospiti                                                                        | Competizione                                                                  | Reti                                                                          | Note                                                                          |
| ----------------------------------------------------------------------------- | ----------------------------------------------------------------------------- | ----------------------------------------------------------------------------- | ----------------------------------------------------------------------------- | ----------------------------------------------------------------------------- | ----------------------------------------------------------------------------- | ----------------------------------------------------------------------------- | ----------------------------------------------------------------------------- |
| 3-10-1937                                                                     | Praga                                                                         | Cecoslovacchia                                                                | 5 – 4                                                                         | Jugoslavia                                                                    | Amichevole                                                                    | 1                                                                             |                                                                               |
| 13-10-1937                                                                    | Praga                                                                         | Cecoslovacchia                                                                | 4 – 0                                                                         | Lettonia                                                                      | Amichevole                                                                    | 1                                                                             |                                                                               |
| 14-6-1938                                                                     | Bordeaux                                                                      | Brasile                                                                       | 2 – 1                                                                         | Cecoslovacchia                                                                | Mondiali 1938 - Quarti di finale                                              | -                                                                             | [ 1 ]                                                                         |
| 7-8-1938                                                                      | Stoccolma                                                                     | Svezia                                                                        | 2 – 6                                                                         | Cecoslovacchia                                                                | Amichevole                                                                    | 2                                                                             |                                                                               |
| 28-8-1938                                                                     | Zagabria                                                                      | Jugoslavia                                                                    | 1 – 3                                                                         | Cecoslovacchia                                                                | Amichevole                                                                    | 1                                                                             |                                                                               |
| 4-12-1938                                                                     | Praga                                                                         | Cecoslovacchia                                                                | 6 – 2                                                                         | Romania                                                                       | Amichevole                                                                    | -                                                                             |                                                                               |
| 27-8-1939                                                                     | Praga                                                                         | Cecoslovacchia                                                                | 7 – 3                                                                         | Jugoslavia                                                                    | Amichevole                                                                    | -                                                                             |                                                                               |
| 7-4-1946                                                                      | Parigi                                                                        | Francia                                                                       | 3 – 0                                                                         | Cecoslovacchia                                                                | Amichevole                                                                    | -                                                                             |                                                                               |
| 9-5-1946                                                                      | Praga                                                                         | Cecoslovacchia                                                                | 0 – 2                                                                         | Jugoslavia                                                                    | Amichevole                                                                    | -                                                                             | cap.                                                                          |
| 14-9-1946                                                                     | Praga                                                                         | Cecoslovacchia                                                                | 3 – 2                                                                         | Svizzera                                                                      | Amichevole                                                                    | -                                                                             |                                                                               |
| 27-10-1946                                                                    | Vienna                                                                        | Austria                                                                       | 3 – 4                                                                         | Cecoslovacchia                                                                | Amichevole                                                                    | -                                                                             |                                                                               |
| 11-5-1947                                                                     | Praga                                                                         | Cecoslovacchia                                                                | 3 – 1                                                                         | Jugoslavia                                                                    | Amichevole                                                                    | -                                                                             |                                                                               |
| 20-6-1947                                                                     | Copenaghen                                                                    | Danimarca                                                                     | 2 – 2                                                                         | Cecoslovacchia                                                                | Amichevole                                                                    | -                                                                             |                                                                               |
| 31-8-1947                                                                     | Praga                                                                         | Cecoslovacchia                                                                | 6 – 3                                                                         | Polonia                                                                       | Amichevole                                                                    | -                                                                             |                                                                               |
| 21-9-1947                                                                     | Cluj-Napoca                                                                   | Romania                                                                       | 2 – 6                                                                         | Cecoslovacchia                                                                | Amichevole                                                                    | -                                                                             | cap.                                                                          |
| 5-10-1947                                                                     | Praga                                                                         | Cecoslovacchia                                                                | 3 – 2                                                                         | Austria                                                                       | Amichevole                                                                    | -                                                                             | cap.                                                                          |
| 14-12-1947                                                                    | Bari                                                                          | Italia                                                                        | 3 – 1                                                                         | Cecoslovacchia                                                                | Amichevole                                                                    | -                                                                             | cap.                                                                          |
| 23-5-1948                                                                     | Budapest                                                                      | Ungheria                                                                      | 2 – 1                                                                         | Cecoslovacchia                                                                | Coppa dei Balcani                                                             | -                                                                             | cap.                                                                          |
| 12-6-1948                                                                     | Praga                                                                         | Cecoslovacchia                                                                | 0 – 4                                                                         | Francia                                                                       | Amichevole                                                                    | -                                                                             | cap.                                                                          |
| 4-7-1948                                                                      | Cluj-Napoca                                                                   | Romania                                                                       | 2 – 1                                                                         | Cecoslovacchia                                                                | Coppa dei Balcani                                                             | -                                                                             | cap.                                                                          |
| 29-8-1948                                                                     | Sofia                                                                         | Bulgaria                                                                      | 1 – 0                                                                         | Cecoslovacchia                                                                | Amichevole                                                                    | -                                                                             |                                                                               |
| Totale                                                                        |                                                                               | Presenze                                                                      | 21                                                                            |                                                                               | Reti                                                                          | 5                                                                             |                                                                               |

## Palmarès

### Giocatore

#### Club
- Campionato cecoslovacco: 5

Sparta Praga: 1937-1938, 1938-1939, 1943-1944, 1945-1946, 1947-1948